# Il était une fois en Anatolie
Pour plus de détails, voir Fiche technique et Distribution.
Il était une fois en Anatolie (Bir Zamanlar Anadolu'da) est un film turc, réalisé par Nuri Bilge Ceylan, et sorti en 2011. Le film est présenté en compétition lors du Festival de Cannes 2011 où il reçoit le Grand prix, ex æquo avec Le Gamin au vélo des frères Dardenne.

## Synopsis
Au cœur des steppes d'Anatolie, un meurtrier tente de guider une équipe de policiers vers l'endroit où il a enterré le corps de sa victime. Au cours de ce périple, une série d'indices sur ce qui s'est réellement passé fait progressivement surface.
Le meurtre est une sorte de prétexte pour décrire les personnalités autour de l'intrigue, procureur, greffier, médecin, policiers, gendarmes, etc. Les femmes, elles, sont discrètement au centre de l'histoire de chacun. L'espoir y est figuré par des enfants. C'est un film intimiste et sombre.
Le récit du procureur qui se confie au médecin légiste est une adaptation de la nouvelle Le Juge d'instruction d'Anton Tchekhov.

## Fiche technique
- Titre français : Il était une fois en Anatolie
- Titre original : Bir Zamanlar Anadolu'da
- Réalisateur : Nuri Bilge Ceylan
- Scénario : Ercan Kesal, Ebru Ceylan et Nuri Bilge Ceylan
- Directeur de la photographie : Gökhan Tiryaki
- Montage : Bora Gökşingöl et Nuri Bilge Ceylan
- Production : Zeynep Özbatur Atakan
  - Coproduction : Mirsad Purivatra, Eda Arikan, Ibrahim Şahin, Müge Kolat, Murat Akdilek et Nuri Bilge Ceylan
- Pays de production :  Turquie
- Langue originale : turc
- Genre : Drame, thriller
- Format : Couleurs - 2,35:1 cinemascope - 35 mm - Son Dolby Digital
- Durée :  150 minutes
- Date de sortie :
  - France : mai 2011 (Festival de Cannes) ; 2 novembre 2011 (sortie nationale)

## Distribution
- Muhammet Uzuner : docteur Cemal
- Yilmaz Erdogan : Naci, le commissaire
- Taner Birsel : Nusret, le procureur
- Ahmet Mumtaz Taylan : Ali, le chauffeur arabe
- Firat Tanis : Kenan, le suspect

## Distinctions
- Festival de Cannes 2011 : Grand Prix du jury
- Festival international du film de Dublin 2012 : meilleur film